# Slaget vid Oldendorf
Slaget vid Oldendorf (tyska: Schlacht bei Hessisch-Oldendorf) var ett fältslag under Trettioåriga kriget som stod 28 juni 1633 mellan å ena sidan en protestantisk armé med trupper från Sverige, Hessen och Lüneburg och å andra sidan Tysk-romerska riket. 
Orten Oldendorf där slaget stod heter numera Hessisch Oldendorf.